# Mundo Misterioso
MUNDO MISTERIOSO fue un programa radiofónico español dedicado a los ovnis, la parapsicología, el más allá, las fronteras de la ciencia, la ecología, la magia, los viajes y todas aquellas cuestiones relevantes en materia de misterio. Se emitió desde 1994 hasta 1999 en la madrugada del sábado al domingo, y del domingo al lunes, desde los estudios de Radio VOZ en Madrid, a través de toda la red de emisoras de Radio VOZ.
El equipo fundador estaba compuesto básicamente, por el mismo equipo de profesionales que realizaban el programa Espacio en Blanco, aunque con las incorporaciones del conocido investigador y periodista Bruno Cardeñosa y de la realizadora Magdalena Mancebo, con la asesoría de Kike Balari. La presentación del programa, junto con Bruno Cardeñosa, corría en los inicios del programa a cargo de la periodista Ana Cumplido. La producción era coordinada por la investigadora Clara Tahoces, y más tarde se incorporó Patricia Respuela. Al frente de la dirección del programa se encontraba Manuel Carballal.
- Datos: Q56378408